# 東圓寺 (朝霞市)
東圓寺（とうえんじ）は、埼玉県朝霞市にある真言宗智山派の寺院。

## 歴史
創建年代は不明である。かつては、現在地より東に「薬師堂」があったといわれている。その後に、衰微し廃寺状態だったことから、寛弘年間（1004年 - 1012年）になって、永慶によって中興された。その後も転々とし、1613年（慶長18年）に現在地に移転した。
江戸時代、当寺第12世住職永繁は高家土岐氏の出身だったことから、土岐家の菩提寺になっている。

## 文化財
- 東圓寺の板石塔婆（朝霞市指定文化財 昭和50年3月17日指定）[2]
- 木造十一面観音菩薩立像（朝霞市指定文化財 平成27年8月20日指定）[2]
- 木造女神坐像（朝霞市指定文化財 平成27年8月20日指定）[2]

## 交通アクセス
- 朝霞市内循環バス わくわく号 根岸台線 岡二丁目 停留所から徒歩5分

- 東武バス 朝04、05系統 東円寺 停留所から徒歩5分